# Crest Audio

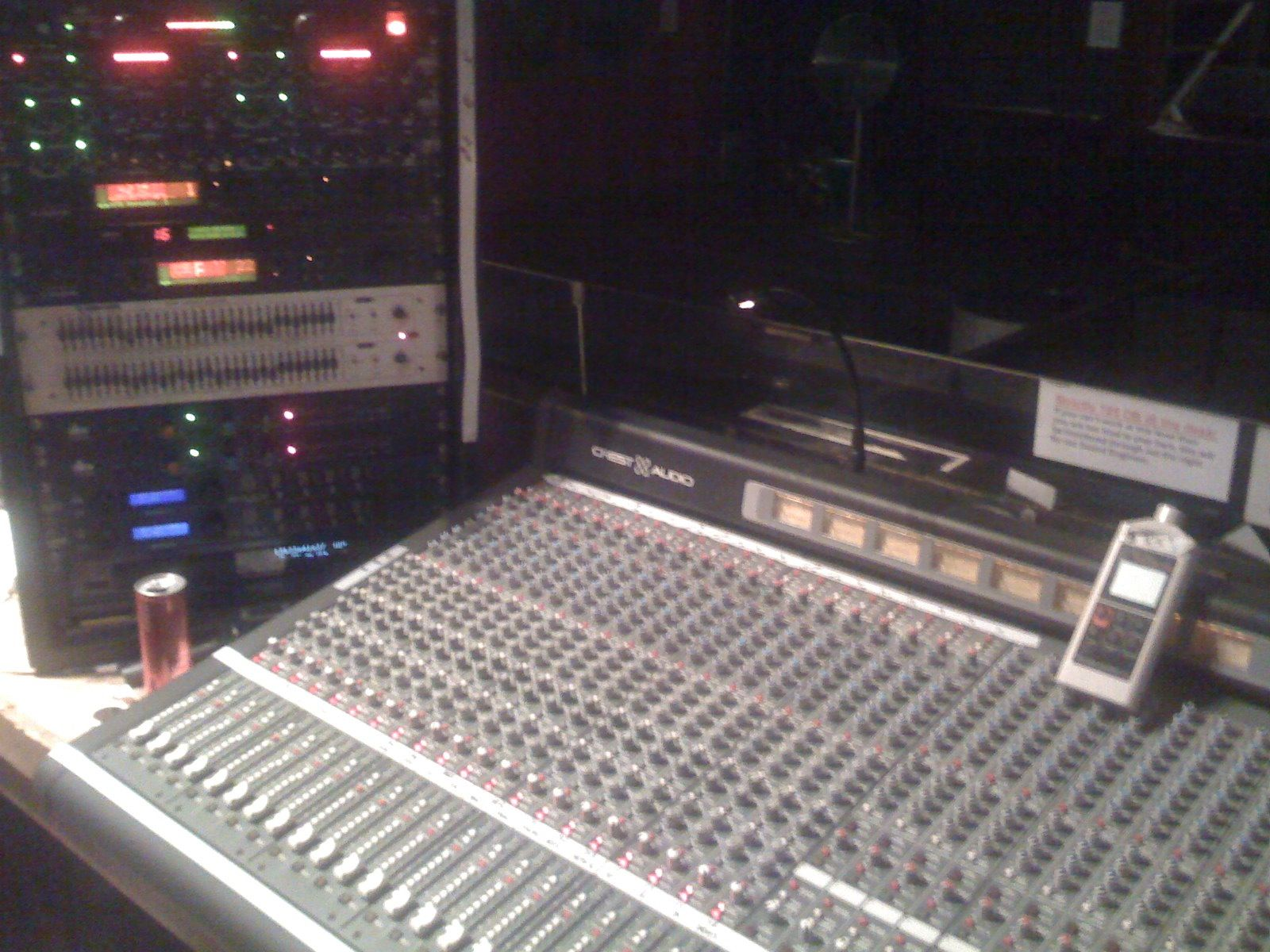
Stół mikserski Crest Audio

Crest Audio Inc – amerykański producent sprzętu muzycznego założony w 1970 roku w USA. Priorytetem firmy były wzmacniacze. W 1989 roku rozpoczęto produkcję mikserów. W 1999 roku Crest Audio przejął Peavey Electronis.